# Italo Oxilia
Italo Oxilia (Bergeggi, 3 agosto 1887 – Savona, 16 giugno 1971) è stato un antifascista italiano.

## Biografia
Nacque da Giovanni e Maria Malagamba. Esperto capitano, il 12 dicembre del 1926 fece espatriare clandestinamente Filippo Turati a Calvi in Corsica, portandolo via a bordo di un motoscafo che salpò da Savona. Fu condannato al confino in contumacia. Trascorso un periodo in Francia, durante il quale lavorò come operaio e si vide confiscare la casa e il terreno a Quiliano lasciatigli in eredità dal padre, e in Belgio, tornò in Italia per compiere una seconda impresa: nel luglio 1929, alla guida di un piccolo yacht, fece fuggire da Lipari i confinati politici Carlo Rosselli, Emilio Lussu e Francesco Fausto Nitti.
Comandò poi alcuni mercantili che rifornirono i volontari italiani schierati coi repubblicani nella guerra civile spagnola. Nuovamente in Italia, nel 1940 fu arrestato, ma venne graziato da Mussolini. Durante la resistenza guidò la Sap Matteotti a Villapiana, in seguito diresse il giornale Giustizia e Libertà della sezione savonese del Partito d'Azione e fu assessore con la giunta Aglietto.
Eccetto questi e pochi altri incarichi, nel dopoguerra fu dimenticato e visse in condizioni di indigenza fino alla morte, conseguenza di una lunga malattia.